# دالچیو جواگنولی
دالچیو جواگنولی (انگلیسی: Dalcio Giovagnoli؛ زادهٔ ۵ ژوئن ۱۹۶۳) بازیکن فوتبال اهل آرژانتین است.
از باشگاه‌هایی که در آن بازی کرده‌است می‌توان به باشگاه فوتبال نیولز اولد بویز اشاره کرد.